# Chinchasuyu
Chinchasuyu (czasem Chincha Suyu) – północny region Imperium Inków. Obszar obejmował dzisiejsze wschodnie części Peru, Ekwadoru i Kolumbii.